# Amt Uecker-Randow-Tal
Amt Uecker-Randow-Tal består af 13 kommuner der har fælles forvaltning i byen Pasewalk. Amtet ligger i den sydøstlige del af Landkreis Vorpommern-Greifswald i den østlige del af den tyske delstat Mecklenburg-Vorpommern. Mod syd grænser amtet til delstaten Brandenburg. Midt i Amtet ligger byen Pasewalk, der ikke er en del af amtet, selv om dets forvaltning har til huse der, og løser flere forvaltningsopgaver i fællesskab.

## Kommuner og bydele
- Brietzig med Starkshof
- Fahrenwalde med Bröllin, Friedrichshof og Karlsruh
- Groß Luckow
- Jatznick med Belling, Blumenhagen, Groß Spiegelberg, Klein Luckow, Sandförde, Waldeshöhe og Wilhelmsthal
- Koblentz mit Breitenstein og Peterswalde
- Krugsdorf mit Rothenburg
- Nieden
- Papendorf
- Polzow med Roggow og Neu Polzow
- Rollwitz med Damerow, Schmarsow, Schmarsow-Ausbau og Züsedom
- Schönwalde med Dargitz, Sandkrug og Stolzenburg
- Viereck med Alt-Stallberg, Borken, Marienthal, Neuenkrug, Riesenbrück og Uhlenkrug
- Zerrenthin

1. Januar 2012 blev noge tidligere selvstændige kommuner sammenlagt:
- Damerow og Züsedom i Rollwitz
- Blumenhagen og Klein Luckow i Jatznick

## Området
Amtets område er præget af landbrug, og en del ligger på Ueckermünder Heide. Erhvervsmæssigt og kulturelt er det knyttet til byen Pasewalk.